# Joeri Chmyljov
Joeri Aleksejevitsj Chmyljov (Moskou, 9 augustus 1964) is een Russisch ijshockeyer.
Chmyljov won tijdens de Olympische Winterspelen 1992 de gouden medaille met het gezamenlijk team. Met de Sovjet ploeg werd Chmyljov in 1986 en 1989 wereldkampioen.